# Mikheil Kavelashvili
Mikheil Kavelashvili (em georgiano:  მიხეილ ყაველაშვილი; 22 de julho de 1971 - Bolnissi), é um político georgiano e ex-jogador de futebol profissional que é o presidente eleito da Geórgia após as eleições presidenciais de 2024.

Ex-jogador da Premier League pelo Manchester City, foi convocado 46 vezes pela Geórgia , marcando nove gols.
Foi eleito presidente pelo colégio eleitoral reunido com 224 votos em 14 de dezembro de 2024 e deverá assumir o cargo em 29 de dezembro do mesmo ano, embora a atual presidente, Salome Zurabishvili, tenha questionado a legitimidade do parlamento para escolher um novo candidato para substituí-la.